# Abonnement
Ein Abonnement (Abkürzung: Abo) ist ein Dauerschuldverhältnis, das im regelmäßigen Bezug einer Leistung, meist gegen ein Entgelt, besteht. Der Bezieher ist der Abonnent oder eine von ihm beschenkte Person.

## Etymologie
Das Wort Abonnement ist seit dem 18. Jahrhundert als Fremdwort gebräuchlich und stammt von französisch s’abonner à quelque chose für „eine wiederkehrende Leistung bestellen“. Das Verb französisch abonner bedeutet so viel wie „vorausbestellen, vorausbezahlen“.

## Rechtliche und vertriebliche Aspekte (Deutschland)
Der Abonnementvertrag kommt durch den Austausch von Bestellung (Angebot) und Bestellbestätigung (Annahme) zustande. Der Abonnent hat ein 14-tägiges Widerrufsrecht. Der Abonnementvertrag ist in der Regel ein Fernabsatzvertrag und begründet ein Dauerschuldverhältnis.
Ein Abonnement kann befristet (beispielsweise für zwölf Monate) oder unbefristet abgeschlossen werden. Daneben kann eine Mindestlaufzeit von maximal 24 Monaten vereinbart werden. Kunden, die ab dem 1. März 2022 ein Abonnement abgeschlossen haben, haben das Recht mit Monatsfrist zu kündigen. Sollte ihr Vertrag mit einer Mindestlaufzeit gestartet sein, dann gilt dies nach deren Ablauf. Diese Bestimmungen sind im § 309 Nr. 9 BGB geregelt (Laufzeit von Dauerschuldverhältnissen).
Die Bezahlung erfolgt in der Regel im Voraus, monatlich (häufig bei Digital- und Streaming-Abonnements) oder für einen Zeitraum (z. B. für 12 Monate, häufig bei Zeitschriften). Sollte ein Abonnent zum Kündigungszeitpunkt über ein Guthaben aus Vorauszahlung verfügen, muss der Unternehmer dieses erstatten. Sofern die Leistung parallel im Einzelbezug und im Abonnement angeboten wird, ist der Preis im Rahmen eines Abonnements häufig niedriger (z. B. bei Tageszeitungen und Zeitschriften).
Für Unternehmen ist der Vertrieb von Abonnements ein attraktives Geschäftsmodell, weil diese einen kontinuierlichen Umsatz durch Kundenbindung garantieren. Die Kunden haben aufgrund der regelmäßigen Lieferung den Vorteil, keine Ausgabe oder Teilleistung zu verpassen. Abonnements werden dem Konsumenten daher als vorteilhaftes Produkt angepriesen: Abo-Vorteile können sein: Preisvorteil gegenüber Einzelbezug, Wegfall von Zustellkosten, Erhalt einer Prämie (Zustellung meist nach erster Zahlung), Rabatte auf Merchandising-Artikel sowie kostenlose Zugänge zu Archiven oder weiteren Daten.
Die rechtliche Abgrenzung zu einer Dauerkarte kann darin gesehen werden, dass sich diese nicht automatisch verlängert, sondern nur für einen Zeitraum (Saison) gilt, und diese stets einen Eintritt oder Zutritt ermöglicht, so dass beim Abonnement der direkte Bezug einer Leistung z. B. einer Zeitschrift mit weiteren Leistungen z. B. Zustellung an die Adresse verbunden ist.
Manchmal werden Personen, die nicht an Abonnements interessiert sind, an der Haustür von sogenannten Drückerkolonnen zum Abschluss von Zeitschriften-Abonnements geworben. Solche ehemals als Haustürgeschäfte bezeichnete Verträge können nach deutschem Recht gemäß § 312g BGB innerhalb von vierzehn Tagen widerrufen werden.

## Beispiele für Abonnements
- Abonnement von Zeitungen, Zeitschriften oder Fachzeitschriften (Abonnementzeitung);
- Paid-Content-Abonnement von Tageszeitungen oder Zeitschriften;
- Bücher-Abonnement in einer Buchgemeinschaft;
- Video Streaming-Abonnement (z. B. Netflix, amazon Prime Video, Disney+);
- Audio Streaming-Abonnement von Online-Musikdiensten (z. B. Spotify, amazon music, apple music);
- Bezahlfernseh-Abonnement, Kabelfernsehen;
- Abonnement von Telekommunikationsdienstleistungen (zum Beispiel Telefonanschluss, Breitband-Internetzugang, Preselection, Mobilfunkvertrag) – der Begriff Abonnement ist hierbei insbesondere in der Deutschschweiz gebräuchlich;
- Abonnement im Öffentlichen Personennahverkehr (ÖPNV), z. B. Monatskarte, Deutschlandticket, Generalabonnement, ÖSTERREICHcard;
- Abonnement eines Newsletters, einer Newsgroup, eines Web-Feeds oder eines Mikroblogs; in sozialen Medien werden Abonnenten auch Follower genannt
- Lebensmittelabonnements, etwa Obst- oder Gemüsekisten benachbarter Bauernhöfe;
- Klingelton-Abo (Begriff geprägt durch die Firma Jamba!)
- Abonnement von Webangeboten – etwa Zugriff auf Online-Routenplaner, Suchmaschinen oder Online-Lerninhalte (Hausaufgabenhilfen) – bei unseriösen Angeboten spricht man von Abofallen;
- Abonnement für Virendefinitionen (Antivirenprogramm) oder Firewall zur Aktualisierung der Programme;
- Software-Abonnement, beispielsweise Adobe Creative Cloud, Microsoft Office 365.

Grenzfälle zu Dauerkarten
- Theater- oder Konzertabonnement (auch: Konzertanrecht),
- Saisonkarten bei Sportvereinen.

Angebotsformen von Abonnements
- Prämienabonnement:
- Probeabonnement,
- Geschenkabonnement: Der Schenker und Zahler beauftragt die Lieferung aus dem Abonnement an eine beschenkte Person.
- Firmen- oder Institutsabonnement: Als Zahler tritt eine Firma oder Institution auf, die ein Abonnement oder auch mehrere Abos für Mitarbeiter und/oder Kunden abschließt.
- Studentenabonnement: Ein übergeordneter Begriff vergünstigter Abonnements für Personen, die sich in einer Ausbildung oder Studium befinden.

Historisch
- Abonnentenversicherung.

Das Kiosk-Abonnement ist eher im englischsprachigen Raum verbreitet, selten auch in einigen Großstädten Deutschlands zu finden. Es handelt sich hierbei um eine Art Reservierung einer Zeitschrift, die an einem bestimmten Kiosk oder Geschäft täglich abgeholt werden kann. Dieses Abonnement ist meistens billiger als normale Zeitungsabonnements. In Großbritannien ist diese Reservierungsart beliebt, da die populären Zeitungen oft schnell ausverkauft sind und ein normales Abonnement teuer und nicht immer zuverlässig ist.

## Statistiken zur Verbreitung von Abonnements (Deutschland)
Eine Übersicht des Online-Kündigungsdienstes Aboalarm zeigt, wie verbreitet Abonnements 2008 in der deutschen Wirtschaft waren:
- 70 % aller Exemplare deutscher Tageszeitungen wurden 2008 im Rahmen eines Abonnements vertrieben.
- 84 % aller Wochenzeitungen (zum Beispiel Der Spiegel, Die Zeit, Der Freitag) wurden 2008 im Rahmen eines Abonnements vertrieben.
- 61 % der deutschen Haushalte haben eine Tageszeitung abonniert.
- 11 % der Deutschen zwischen 14 und 64 Jahren haben einen Bezahlfernsehsender abonniert.
- 62 % der über 100 Millionen Mobiltelefone in Deutschland sind Vertragshandys.
- 30 % der deutschen Haushalte verfügen über einen DSL-Anschluss.
- 40 % aller Deutschen mit Personenkraftwagen im Haushalt sind Mitglied bei einem Automobilclub.
- Über vier Millionen BahnCard-Besitzer gibt es seit dem Jahr 2007. Die verbreiteten Bahncards 25 und 50 werden regelmäßig im Abonnement vertrieben und verlängern sich jährlich automatisch um ein Jahr.